# Cathédrale Notre-Dame-à-la-Ceinture de Homs

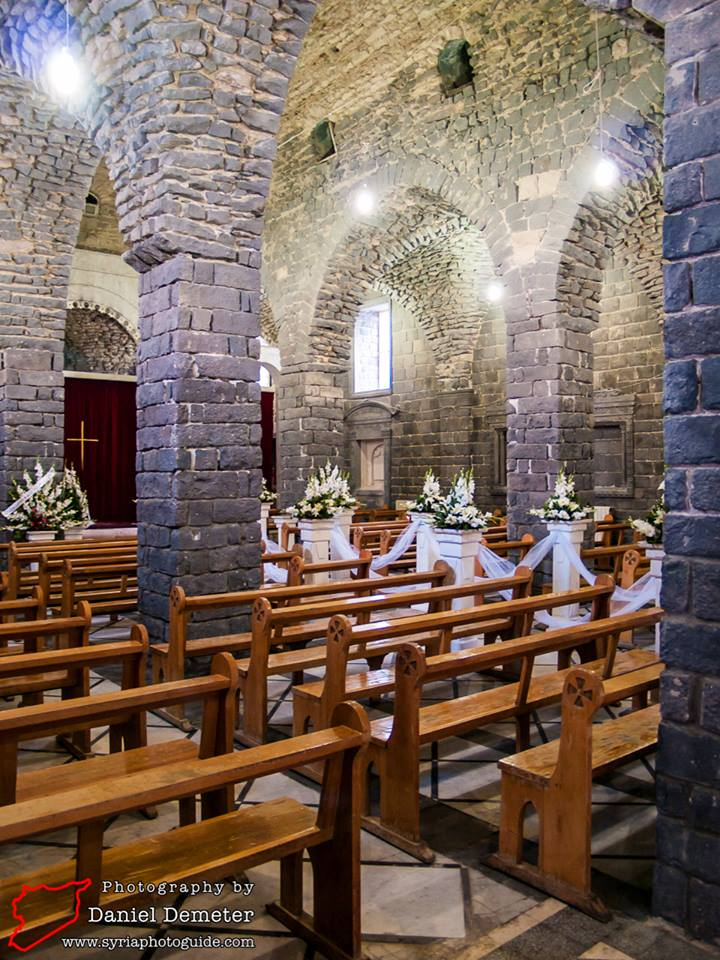
Vue intérieure de la cathédrale.

La cathédrale Notre-Dame-à-la-Ceinture (en arabe : كاتدرائية السيدة العذراء مريم أم الزنار, plus brièvement كنيسة أم الزنار) de Homs, en Syrie, est dédiée à Marie. Elle a été nommée d'après la présence, auparavant sous son autel, d'une pièce de tissu dite avoir été une ceinture de Marie et qui est aujourd'hui exposée.

## Histoire
Il a été soutenu qu'un culte chrétien a été rendu à l'endroit de l'église depuis l'an 59, ce dont Andrew Beattie et Timothy Pepper ont semblé douter. Selon Ross Burns, l'église pourrait néanmoins reposer sur des fondations byzantines. D'après Joseph Nasrallah, « un témoignage historique emprunté à la vie de Mâr Bassos atteste l'existence d'une église à Homs consacrée à Marie dès 478 ».
En 1852, alors qu'une rénovation de l'église avait été commencée par ordre de l'évêque Boutros Moussali, la pièce de tissu fut trouvée par des « notables » de la Communauté syriaque orthodoxe « résidant à Homs, Hama, Damas, Sadad et autres centres », ainsi qu'ils en attesteraient dans une « lettre collective », mais fut « replacée, sans être ouverte, dans le nouveau maître autel ». En 1953, le patriarche Ignace Éphrème Ier d'Antioche, ayant découvert la lettre, « ordonna des fouilles ». Ainsi que l'a relaté Joseph Nasrallah :

« On retrouva dans une cuve en marbre un tube en cuivre contenant une bande d'étoffe longue de 74 cm.[,] large de 5 cm. et épaisse de [2 mm]. Le patriarche fit appel au Service des Antiquités de Syrie. La commission d'experts chargée de l'examen établit un rapport en date du 6 août 1953 dans lequel il était dit que tube et cuve remontent à l'époque byzantine, tandis que l'étoffe est plus ancienne et date de l'époque romaine.
Ceux qui s'étaient occupés de l'histoire chrétienne de Homs, le P. [Louis] Cheikho, et surtout le P. ‘Isa As‘ad n'avaient rapporté aucune tradition concernant cette relique insigne de la Vierge. Depuis on se rallia à une tradition qui voulait que pour guérir Thomas de son incrédulité répétée, Marie, en montant au ciel, lors de son assomption, aurait laissé tomber sa ceinture entre ses mains. L'Apôtre l'aurait léguée à Edesse où il aurait prêché l'Evangile. Lors des premières persécutions, craignant que la relique ne tombât entre les mains des païens, Malala, compagnon de Thomas et l'un des soixante-dix disciples, l'aurait apportée à Homs où régnait la paix. Un petit oratoire aurait été édifié en son honneur en l'an 59. Ce sanctuaire, connu d'abord sous le nom d'église de la Vierge, aurait été appelé par la suite église de Notre-Dame de la Ceinture. »

Depuis, cependant, Ross Burns a écrit qu'il passe pour vrai que la pièce a été placée dans la première église à cet emplacement au IVe siècle tardif.
D'après Ross Burns, une restauration de l'église fut entreprise en 1966.